# Micromorphus grichanovi
Micromorphus grichanovi är en tvåvingeart som beskrevs av Negrobov 2000. Micromorphus grichanovi ingår i släktet Micromorphus och familjen styltflugor.
Artens utbredningsområde är Afghanistan. Inga underarter finns listade i Catalogue of Life.